# Downham Peak
Downham Peak är en bergstopp i Antarktis. Den ligger i Västantarktis. Argentina, Chile och Storbritannien gör anspråk på området. Toppen på Downham Peak är 164 meter över havet.
Terrängen runt Downham Peak är kuperad söderut, men norrut är den platt. En vik av havet är nära Downham Peak åt nordost. Trakten är obefolkad. Det finns inga samhällen i närheten.